# Vockfey
Vockfey ist ein am östlichen Ufer der Elbe befindlicher Ortsteil der niedersächsischen Gemeinde Amt Neuhaus, der, wie die gesamte Gemeinde, nach Ende des Zweiten Weltkrieges zur sowjetischen Besatzungszone und somit seit 1949 zur DDR gehörte und durch die Grenznähe in besonderem Maße von Zwangsumsiedlungen und Rückbau betroffen war. Durch einen Staatsvertrag kam das Amt Neuhaus 1993 zu Niedersachsen.

## Geschichte
Bereits im 13. Jahrhundert siedelten sich Bauern in der zu der Zeit vor Hochwasser noch schlecht geschützten Elbmarsch an. In Vockfey mit seinen Ortsteilen Kolepant, Pommau, Neu Schutschur und Groß Banratz existierten bald eine Reihe von Bauerngehöften. Häuser wurden mit der Zeit giebelseitig in Richtung Elbe entlang des immer weiter erhöhten Elbdeiches errichtet, denn neben dem Schutz vor Überschwemmungen war dieser ein wichtiger Verbindungsweg. Die Einwohnerzahl Vockfeys stieg von 1925 bis 1939 von 64 auf 162.

### Kriegsende
Kurz vor Ende des Zweiten Weltkrieges wurde Vockfey vom Westufer der Elbe beschossen, was jedoch kaum zu Beschädigungen an Gebäuden des Ortes führte. Nach Kriegsende gehörte das Amt Neuhaus anfänglich zur britischen, seit dem 1. Juli 1945 zur sowjetischen Besatzungszone. Vockfey befand sich folglich direkt östlich der an der Elbe verlaufenden Zonengrenze. In einem Schreiben vom 25. Juli 1945 wurde der Alliierte Kontrollrat durch die vormals britischen Besatzer aufgefordert, der Gebietsänderung zuzustimmen, da „der Fluss Elbe eine natürliche Grenze dieser Region bildet und [...] weiterhin alle Brücken zerstört worden sind, so dass die zur Verwaltung des Gebietes unterstellten Streitkräfte eine neue Brücke bauen müssen.“ Zwar gab es in diesem Bereich zuvor keine festen Brücken – die Überquerung des Stroms wurde durch intakte Fährverbindungen gewährleistet –, es ist aber davon auszugehen, dass die Versorgung des Gebietes durch Fähren den Briten zu aufwändig erschien.

### Erste Grenzsicherungsmaßnahmen

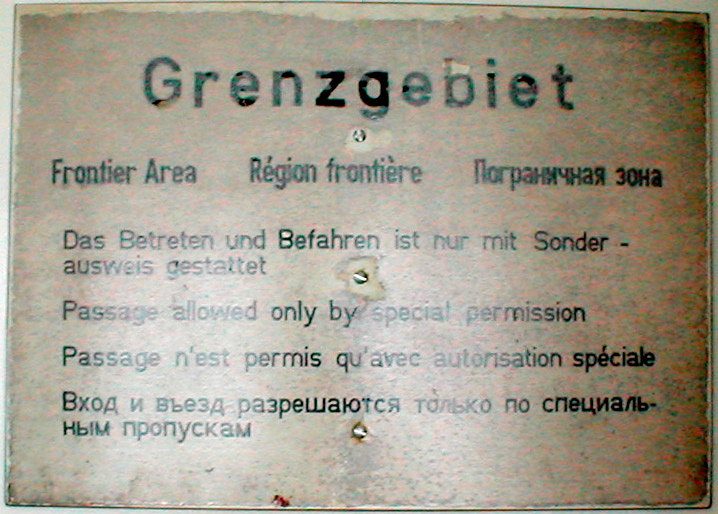
Beispiel eines Warnschildes an der ehemaligen innerdeutschen Grenze

Im Mai 1952 wurde entlang der innerdeutschen Grenze mit der Einrichtung von Sicherungseinrichtungen in Form eines 500-Meter-Sperrstreifens und einer 5-Kilometer-Sperrzone begonnen. Die Bewohner der zu dieser Zeit 31 Häuser und Höfe hatten einen 10-Meter-Kontrollstreifen täglich zu harken, der unter Androhung von Schusswaffengebrauch nicht überschritten werden durfte. Um nach Vockfey zu gelangen, war jetzt ein Passierschein nötig, Besuche von nur selten ins Grenzgebiet gelassenen Angehörigen mussten beantragt werden. Der Aufenthalt im Freien während der Nacht war innerhalb des 500-Meter-Streifens verboten. Die SED-Kreisleitung Hagenow propagierte, dass die Grenzsicherung „der Bändigung des westdeutschen Militarismus und der Erhaltung des Friedens“ diene.

### Zwangsumsiedlungen
Bereits in der ersten Juniwoche des Jahres 1952 begannen im Rahmen der „Aktion Ungeziefer“ in 23 Dörfern des Amtes Neuhaus erste größere Zwangsaussiedlungen. Gemäß Befehl 38/52 des Ministeriums des Innern vom 26. Mai waren Personen und deren Familien auszuweisen, die Ausländer, Staatenlose oder nicht polizeilich gemeldet, kriminelle Handlungen begangen und bei denen zu vermuten war, dass sie erneut straffällig werden und Personen, die eine Gefährdung der antifaschistisch demokratischen Ordnung darstellten. In heute einsehbaren Akten wurde missliebigen Bürgern beispielsweise das Hören von westlichem Rundfunk, das Agitieren gegen DDR und Sowjetunion, Wahlverweigerung und Nichterfüllung von landwirtschaftlichen Abgabenverpflichtungen vorgeworfen. Die betreffenden Personenkreise hatten ihren Wohnsitz innerhalb von 24 bis 48 Stunden zu verlassen. Dabei hatten die Familien, ohne über das Fahrziel informiert worden zu sein, ihren Hausrat auf Lastkraftwagen oder Anhänger von Traktoren zu verladen, Vieh hatte vor Ort zu verbleiben und sollte in eine zu bildende Landwirtschaftliche Produktionsgenossenschaft übernommen werden. Die Familien kamen in östlichen Kreisen Mecklenburgs unter, wo ihnen verlassene Höfe und Güter zugeteilt wurden. Dabei blieben Anfeindungen der ansässigen Bevölkerung nicht aus.
Nach vereinzelten Aktionen folgte 1961 mit der „Aktion Kornblume“ eine zweite Zwangsumsiedlungswelle, in die das Amt Neuhaus abermals, der Ort Vockfey jedoch nicht einbezogen wurde. Von den Maßnahmen der Jahre 1952 und 1975 waren insgesamt 51 Vockfeyer Bürger aus 13 Familien betroffen.
Am 23. Juli 1965 wurde Vockfey als eigenständige Gemeinde im Rahmen von Gebietsänderungen im Bezirk Schwerin aufgelöst und nach Zeetze eingegliedert.
Ziel der DDR-Regimes war, das Grenzgebiet an der Elbe zu entvölkern, weil es dort immer wieder zur Flucht aus der DDR kam. Mit Sonderprämien konnte man Betriebskampfgruppen und Arbeiter gewinnen, um leergezogene Häuser und Höfe abzureißen. Diese Aktionen wurden vor allem in den 1970er Jahren durchgeführt; es existieren Dokumente, in denen einzelne Maßnahmen der Jahre 1971–72 aufgelistet sind. Teile des Abbruchmaterials wurden für Bauprojekte außerhalb der Sperrzone verwendet, nicht benötigter Bauschutt in das im 17. Jahrhundert nach einem Deichbruch entstandene Kolepanter Brack, ein etwa 16 Meter tiefes Wasserloch, das heute auch „nasses Grab von Vockfey“ genannt wird, versenkt.

### Geschichtliche Aufarbeitung
1989 besuchten viele ehemalige Einwohner Vockfeys ihre alte Heimat und mussten erschrocken feststellen, dass Vockfey, Pommau und Neu Schutschur nur noch aus wenigen Häusern bestanden. Der Ort Kolepant war völlig abgetragen. Betroffene und deren Angehörige fanden sich seit der Wende mehrmals am Ort des Geschehens auf freiem Feld ein, um sich über das damals erlebte Leid auszutauschen.
Als man im Jahr 2004 einen Elbdeich neu errichtete, wurden damals versenkte Backsteine, Balken, Torpfosten, Fensterbögen und stählerne Überreste des eingeebneten Teils Vockfeys gehoben. Zur Erinnerung an die Zwangsaussiedlungen an der einstigen innerdeutschen Grenze und den Verlust vieler Gebäude entstanden aus Teilen des vorgefundenen Materials durch den Verein für Bürgerbegegnung im Amt Neuhaus e. V., zahlreiche Firmen und Privatpersonen eine Dokumentationsstätte in Form eines kleinen offenen Häuschens, an dessen Wänden Tafeln mit Schriftstücken, Fotos, Karten, geschichtlichen Informationen und alten Werkzeugen angebracht sind, sowie eine sogenannte „Denkpyramide“. Der Ort des Gedenkens wurde im Oktober 2006 anlässlich des 45. Jahrestages der „Aktion Kornblume“ offiziell eingeweiht.

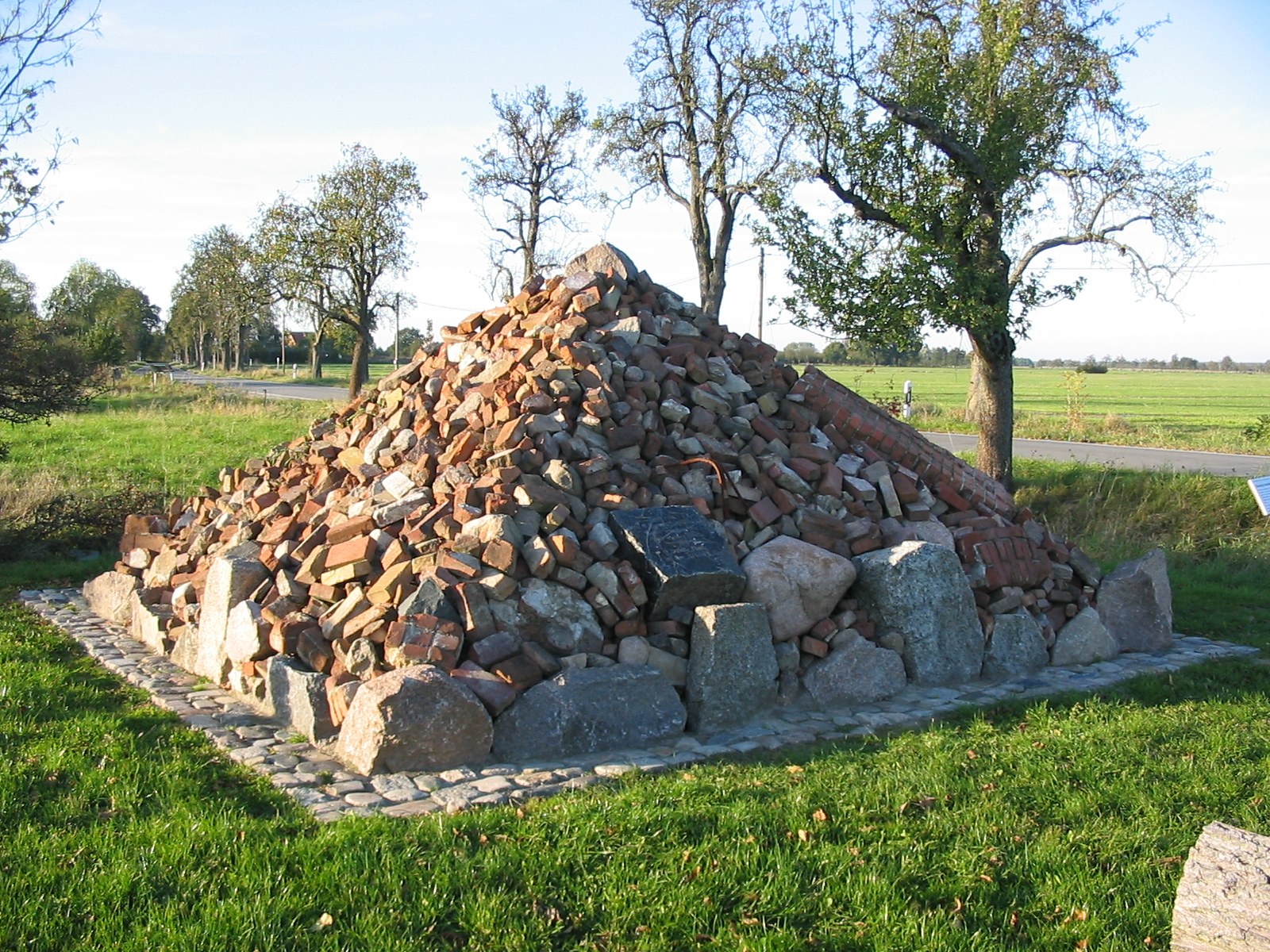
Denkpyramide
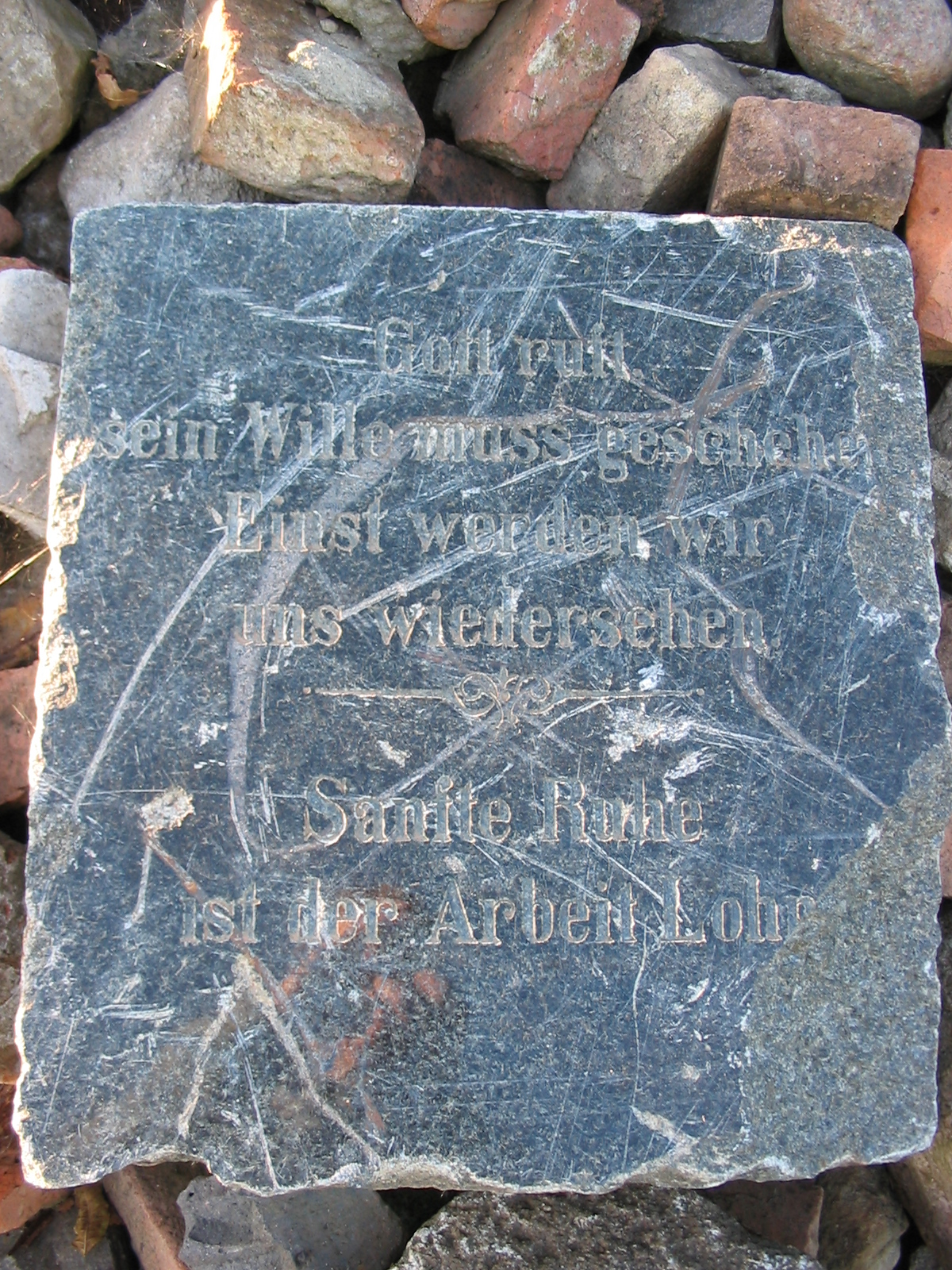
Im Wasserloch gefundener Grabstein auf der Denkpyramide
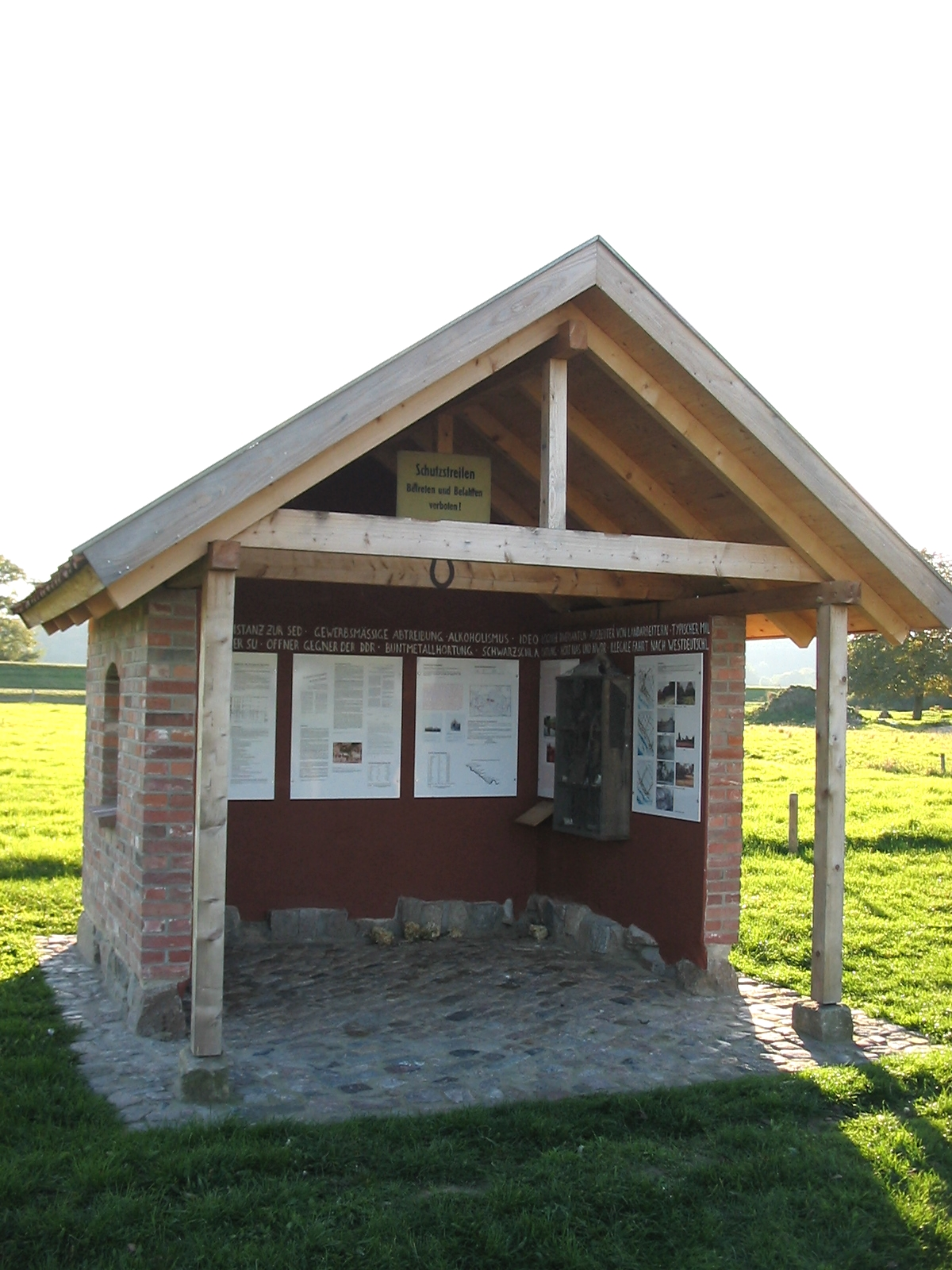
Dokumentationsstätte